# 約翰·迪·羅拔臣
約翰·迪·羅拔臣（英語：John Tait Robertson，1877年2月25日—1935年1月24日） ，前蘇格蘭職業足球員，司職中衛，曾代表蘇格蘭參加國際比賽。
羅拔臣是車路士於1905年成立時簽入的首位球員，於車路士成立後的首季擔任球員兼領隊，並射入球會史上首個正式比賽入球。

## 球會生涯

### 早年生涯
羅拔臣的職業生涯起步於蘇格蘭球會格里諾克摩頓。他於1895年轉會到愛華頓，首兩季主要為預備隊上陣。1897年9月，羅拔臣在對陣狼隊的甲組聯賽比賽中上演地標戰。
羅拔臣於1898至99賽季短暫效力修咸頓，並隨隊贏得英格蘭南部足球聯賽冠軍。

### 格拉斯哥流浪者
1899年，羅拔臣回到蘇格蘭，加盟「老字號」球會格拉斯哥流浪者，並立即連續三年隨隊奪得蘇格蘭聯賽冠軍。在加盟的第四年，羅拔臣為格拉斯哥流浪者贏得蘇格蘭盃。1905年5月6日，羅拔臣於聯賽附加賽對陣些路迪的比賽中最後一次為格拉斯哥流浪者上陣，儘管羅拔臣成功入球，但仍以1-2不敵對手，失落聯賽冠軍。

### 車路士
早於1905年4月，新成立的車路士足球會簽入當時仍是球員的羅拔臣為球員兼領隊，當時28歲的他成為球會史上第一位領隊和第一位球員。於1905年9月9日對陣黑池的乙組聯賽比賽中，羅拔臣射入球會史上第一個正式比賽入球。羅拔臣於該賽季帶領車路士以第三名完成球隊第一個賽季，僅以一位之差失落升班資格。羅拔臣於球會的第二個賽季發掘了英格蘭前鋒佐治·曉臣，他於聯賽揭幕戰對陣格洛索普的比賽中射入五球，協助球隊以一場9-2的勝仗開始球季。曉臣後來成為首位為車路士射入100個聯賽入球的球員。
1906年11月27日，羅拔臣辭去車路士的職務，球隊亦同意讓他自由轉會。車路士領隊一職由球會祕書威廉·路易斯擔任暫代領隊至季尾，路易斯帶領車路士以第二名完季，成功取得升班資格。

### MTK布達佩斯
羅拔臣在離開車路士後先後擔任了格洛索普的球員兼領隊以及曼聯預備隊的領隊。
在商人阿弗雷德·布魯及一間倫敦的織品公司推動及贊助下，匈牙利球會MTK布達佩斯於1911年聘請羅拔臣作為領隊。羅拔臣在布达佩斯執教的兩年間，帶領球隊贏得一次匈牙利盃，及於聯賽兩次得到亞軍。1913年5月12日，羅拔臣帶領的布達佩斯以2-1擊敗了在匈牙利進行巡迴賽的英格蘭球會布莱克本流浪者。英格蘭籍領隊威廉·在接替羅拔臣後帶領布達佩斯奪得1913–14賽季聯賽冠軍。
羅拔臣被認為對匈牙利足球在1910年代至20年代期間的發展及進步有莫大的貢獻，他所發掘的前MTK布達佩斯及匈牙利國家隊球員恩奴·干拉特曾表示匈牙利球員的運動恢復方式很大部分是受到羅拔臣的影響。

## 國際賽生涯
1898年4月2日，當時效力愛華頓的羅拔臣於主場對陣英格蘭的英國本土四角錦標賽中首次為蘇格蘭上陣，蘇格蘭以1-3敗北。效力修咸頓的羅拔臣於翌年4月8日第二次代表蘇格蘭，成為首位效力修咸頓時為蘇格蘭上陣的球員。羅拔臣於1900年4月7日首次以隊長身分帶領蘇格蘭，並在主場以4-1擊敗英格蘭。1901年3月2日，羅拔臣在對陣威爾斯時射入首個國家隊入球，球賽最終比數為1-1賽和。1905年3月6日，羅拔臣最後一次代表蘇格蘭，球隊以1-3作客不敵威爾斯，他亦射入了蘇格蘭在比賽中的唯一入球。
羅拔臣共為蘇格蘭上陣16次，其中五次擔任隊長。此外，羅拔臣為蘇格蘭射入三個入球，對手皆是威爾斯。

## 逝世
羅拔臣在1935年1月於蘇格蘭美頓的皇家癌症醫院逝世，終年57歲。

## 生涯統計

### 國家隊
最後更新：2023年6月23日
| 代表國家隊 | 年份 | 上陣 | 入球 |
| ---------- | ---- | ---- | ---- |
| 蘇格蘭     | 1898 | 1    | 0    |
| 蘇格蘭     | 1899 | 1    | 0    |
| 蘇格蘭     | 1900 | 2    | 0    |
| 蘇格蘭     | 1901 | 3    | 1    |
| 蘇格蘭     | 1902 | 3    | 1    |
| 蘇格蘭     | 1903 | 2    | 0    |
| 蘇格蘭     | 1904 | 3    | 0    |
| 蘇格蘭     | 1905 | 1    | 1    |
| 總計       | 總計 | 16   | 3    |

| # | 日期          | 地點                | 對手 | 入球比數 | 最終比數 | 賽事                             |
| - | ------------- | ------------------- | ---- | -------- | -------- | -------------------------------- |
| 1 | 1901年3月2日  | 域斯咸 跑馬場球場   |      | 1–0      | 1–1      | 1900年至1901年英國本土四角錦標賽 |
| 2 | 1902年3月15日 | 格里諾克 加庇落球場 |      | 1–0      | 5–1      | 1901年至1902年英國本土四角錦標賽 |
| 3 | 1905年3月6日  | 域斯咸 跑馬場球場   |      | 1–3      | 1–3      | 1904年至1905年英國本土四角錦標賽 |

所有比數左側代表蘇格蘭，入球得分欄代表羅拔臣入球後場上的比數

## 榮譽

### 球員生涯
修咸頓
- ：1898–99（英语：1898–99 Southern Football League#Division One）

 格拉斯哥流浪
- 蘇格蘭甲組足球聯賽：1899–1900（英语：1899–1900 Scottish Division One）、1900–01（英语：1900–01 Scottish Division One）、1901–02（英语：1901–02 Scottish Division One）
- 蘇格蘭盃：1902–03（英语：1902–03 Scottish Cup）

### 教練生涯
MTK布達佩斯
- 匈牙利盃：1911–12（英语：1911–12 Magyar Kupa）[19]

## 外部連結
- 於愛華頓的數據
- 於車路士的數據 （页面存档备份，存于）
- 於格拉斯哥流浪的數據 的存檔，存档日期2016-10-30.